# Berberis paniculata
Berberis paniculata là một loài thực vật có hoa trong họ Hoàng mộc. Loài này được Juss. ex DC. mô tả khoa học đầu tiên năm 1821.